# Dissochaeta affinis
Dissochaeta affinis är en tvåhjärtbladig växtart som först beskrevs av Pieter Willem Korthals, och fick sitt nu gällande namn av Gudrun Clausing. Dissochaeta affinis ingår i släktet Dissochaeta och familjen Melastomataceae. Inga underarter finns listade i Catalogue of Life.